# Шаповалов, Роман Борисович
Роман Борисович Шаповалов (23 января 1981, Краснодар) — российский футболист, выступавший на позиции полузащитника. Сыграл 10 матчей в премьер-лиге России.

## Биография
Воспитанник краснодарского футбола. На взрослом уровне начал выступать в составе краснодарского «Вагонника» в любительских соревнованиях. Был замечен тренерами юношеской сборной России.
В 1999 году перебрался в Москву, был на просмотре в «Торпедо-ЗИЛ», но в итоге оказался в «Динамо». В составе дубля бело-голубых сыграл 48 матчей (4 гола) во втором дивизионе и 50 матчей (4 гола) в первенстве дублирующих составов. В основной команде «Динамо» дебютировал 8 июля 2000 года в матче премьер-лиги против новороссийского «Черноморца», выйдя на замену на 67-й минуте вместо Спартака Гогниева. Всего за основной состав «Динамо» принял участие в 10 матчах премьер-лиги и 26 товарищеских играх, голов не забивал. 22 марта 2003 года в матче первенства дублёров против «Крыльев Советов» получил тяжёлую травму колена, после которой не смог выйти на прежний уровень.
В дальнейшем выступал за дубль «Кубани» и «Петротрест», а в последние годы карьеры играл за любительские команды Краснодарского края.